# Manke Nelis medley
Manke Nelis medley is een lied van de Nederlandse zanger André Hazes. Het werd in 1995 als single uitgebracht en stond in hetzelfde jaar als eerste track op het album Onder de mensen.

## Achtergrond
Manke Nelis medley is geschreven door Mario Panzeri, Jack Bulterman, Jaap Valkhoff, Willy Rex en Han Dunk en geproduceerd door John van de Ven en Jacques Verburgt. Het is een medley van vijf nummers van Manke Nelis; Weet je nog wel die avond in de regen? (origineel was van The Ramblers), Diep in mijn hart, Veel mooier dan het mooiste schilderij, 's Avonds bij het licht der sterren en Kleine jodeljongen. Het idee van de medley kwam uit het idee van Hazes voor het gehele album; hij wilde teruggaan naar hoe hij is begonnen met zingen en wilde het plezier terugbrengen in zijn muziek. De nummers van Manke Nelis werden toen hij als barkeeper begon met zingen dikwijls gedraaid en door Hazes gezongen, en met de medley deed hij een ode aan die tijd en aan Manke Nelis zelf. Op de single zijn twee verschillende versies van het lied te vinden; een liveversie en een studioversie. 

## Hitnoteringen
De zanger had bescheiden succes met het lied in de hitlijsten van Nederland. Het kwam tot de 43e positie van de Mega Top 50 en was hier drie weken in te vinden. De Nederlandse Top 40 werd niet bereikt.